# Huang Dongping
Huang Dongping (n. 20 ianuarie 1995, Nan'an⁠(d), Fujian, Republica Populară Chineză) este o jucătoare de badminton ce a reprezentat Republica Populară Chineză, medaliată olimpică. A participat la 2 ediții ale Jocurilor Olimpice (2020, 2024) în care a câștigat o medalie de aur.